# سراخس عتيقة
السراخس العتيقة (الاسم العلمي:†Archaeopteridaceae) هي فصيلة منقرضة من النباتات تتبع رتبة السرخسيات العتيقة من طائفة عاريات البذور البدائية. وكانت أشجار الغابات المهيمنة في الديفوني المتأخر.

## التصنيف
- السرخس العتيق